# Julia Emma Villatoro Tario

Julia Emma Villatoro Tario (San Salvador, El Salvador, 23 de octubre de 1972-Vienna, Austria, 30 de julio de 2025) fue una diplomática salvadoreña que fungió como Embajadora de El Salvador ante el Reino de Bélgica, Jefa de Misión ante la Unión Europea y ante el Gran Ducado de Luxemburgo a partir de 2017. Fue nombrada Encargada de Negocios interina en junio de 2016. En 2020, presentó sus credenciales al Presidente Federal de Austria, Alexander van der Bellen. También fue Representante Permanente de El Salvador ante las Naciones Unidas en Viena.

## Trayectoria

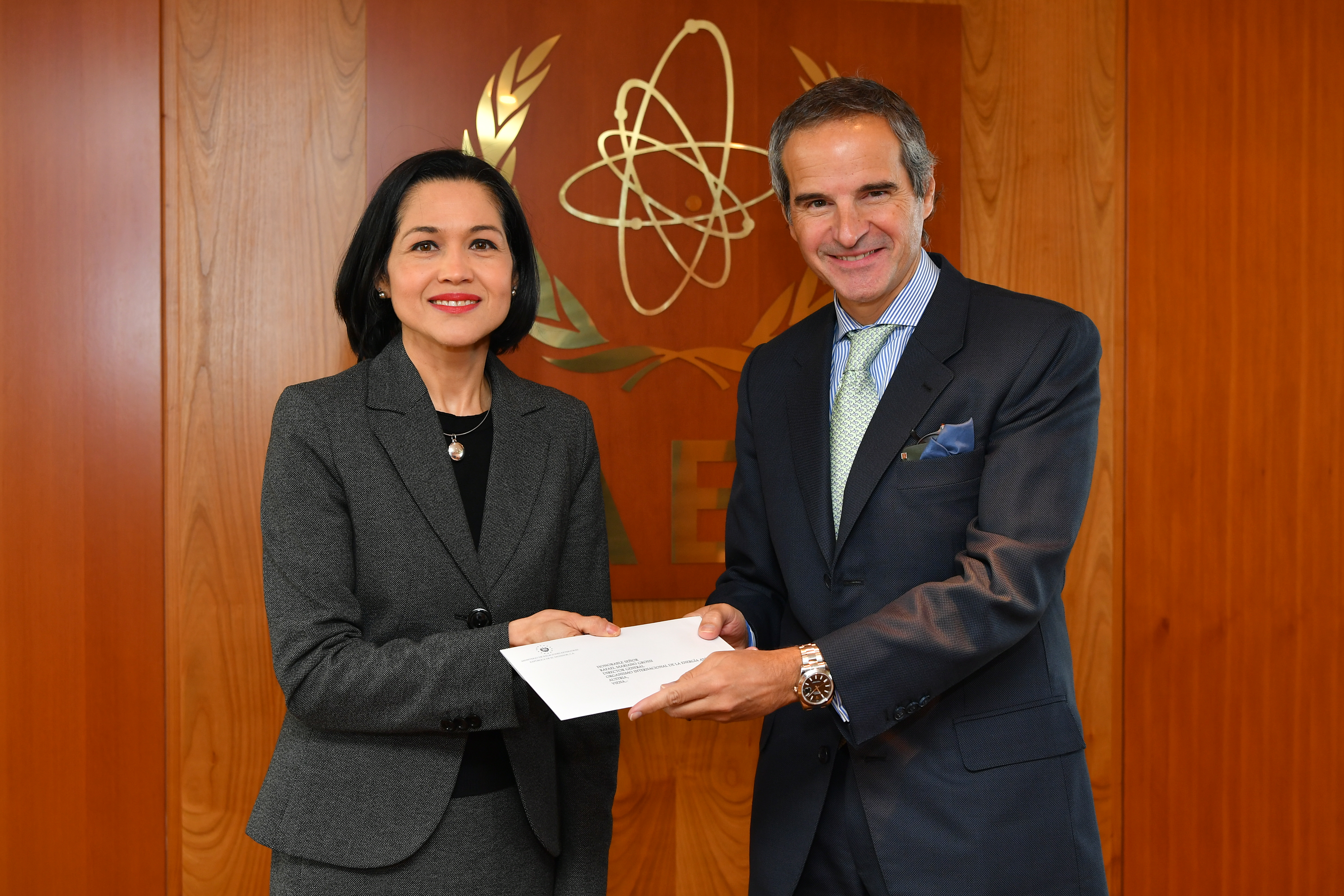
Julia Villatoro como representante residente de El Salvador presentando sus credenciales a Rafael Grossi, Director General de la OIEA.

Fue autorizada por la Corte Suprema de Justicia de El Salvador como abogada después de graduarse en la Universidad Centro Americana José Simeón Cañas. Se incorporó al servicio diplomático de su país. [cita requerida] Fue nombrada embajadora de su país ante la Unión Europea en enero de 2017. Fue asignada a la embajada en Bruselas.
El 13 de enero de 2020, presentó sus credenciales al Presidente Federal de Austria Alexander Furgoneta der Bellen. También es la Representante Permanente de El Salvador a las Naciones Unidas en Viena.
Puestos Ocupados
| Año       | Posición |
| --------- | --- |
| 1994-1998 | Secretario Judicial y Oficial Judicial, Segundo Juzgado de Familia, San Salvador |
| 1998-2005 | Oficial Legal Senior, Corte Suprema de Justicia, San Salvador |
| 2005-2006 | Consultor Nacional para Legislación Secundaria relacionada con la creación de la Superintendencia de Competencia y la implementación de la Ley de Competencia, Comisión Presidencial para la Modernización del Sector Público, San Salvador |
| 2007      | Abogado Experto, Comisión Suiza de Competencia, Berna |
| 2006-2007 | Abogado Senior - Sala Constitucional, Corte Suprema de Justicia, San Salvador |
| 2007-2009 | Jefe de la División Legal e Investigación, Autoridad de Competencia, San Salvador |
| 2009-2016 | Representante Permanente Adjunto, Ministro Consejero, Embajada en Austria y Misión Permanente ante las Naciones Unidas y otras Organizaciones Internacionales, Viena                                                                        |
| 2016      | Encargado de Negocios, Ministro Consejero, Embajada en Bruselas |
| 2016-2025 | Embajador en Bélgica y Luxemburgo y Jefe de Misión ante la Unión Europea, Bruselas |
| 2020-2025 | Embajador de la República de El Salvador en Austria |